# Séléné (comics)
Pour les articles homonymes, voir Séléné (homonymie).
Séléné (« Selene » en VO) est un une super-vilaine évoluant dans l’univers Marvel de la maison d'édition Marvel Comics. Créé par le scénariste Chris Claremont et le dessinateur Sal Buscema, le personnage de fiction apparaît pour la première fois dans le comic book New Mutants #9 en novembre 1983.

## Biographie du personnage

### Origines
Séléné est une mutante à la longévité accrue. Ce gène spécial fait d'elle une Externelle.
Née à l'aube de la civilisation, elle semble avoir vécu à l'époque pré-médiévale (durant l'Empire romain) et elle aurait parcouru le monde pendant des millénaires. À Rome, elle rencontra le politicien Eliphas (le futur Eli Bard). Son plan visant à absorber des milliers d'âmes échoua et elle faillit brûler sur un bûcher. Pour punir Bard de son échec, elle le transforma en vampire.
Elle fut piégée en Amazonie pendant des siècles, dans la ville « romaine » de Nova Roma. Elle s'y fit adorer comme une déesse et s'arrangea pour que la ville reste inconnue du monde entier. Elle eut plusieurs maris et une descendance. Son mari le plus récent était Marcus Gallio, un sénateur.
À Nova Roma, Séléné tenta de tuer Amara Aquilla. Elle la fit chuter dans un volcan, ce qui réveilla chez la jeune femme un pouvoir latent, la transformant en Magma. Elle essaya de transformer Danielle Moonstar, désirant faire d'elle sa fille spirituelle et conquérir le monde, mais elle fut stoppée par les Nouveaux Mutants. Ces derniers la firent tomber dans la lave et elle fut enterrée vivante.
Grâce à ses adorateurs, elle fut bientôt libérée et partit s'installer à New York. Elle y combattit les X-Men. Bientôt, elle devint Reine noire du Club des damnés, grâce à ses pouvoirs mystiques et à sa fortune.
Un jour, elle fut capturée par Kulan Gath, un sorcier qu'elle avait connu dans le passé. Son pouvoir fut affaibli et les habitants de Nova Roma retrouvèrent peu à peu la mémoire et découvrirent qu'ils avaient été manipulés par Empath, travaillant pour le compte de l'Externelle.
Au cours des dernières années, elle tue presque tous les autres Externels connus, volant leur énergie pour retrouver sa puissance.

### M-Day
À la suite du M-Day, Séléné est l'une des rares mutantes conservant son gène X. Elle se réfugie à Mutant Town où elle manipule le jeune Wither. Elle part en Europe avec lui, puis est retrouvée par Eli Bard.

### Necrosha
Eli Bard souhaitait se faire pardonner sa trahison passée. Vampire infecté par le virus T-O des Technarch, il put ramener à la vie Caliban et en faire un pisteur pour sa Reine. Sur les ordres de Séléné qui souhaite devenir une déesse, il ramène à la vie d'anciens ennemis des X-Men. L'Externelle les lance contre les héros mutants, comme diversion pour les garder sur Utopia. Elle se rend alors à Génosha et proclame que l’île sera désormais appelée « Nécrosha » puis entreprend de ramener à la vie les 16 millions de mutants morts sur l'île.

## Pouvoirs et capacités
Séléné est à la fois une mutante et une puissante sorcière. Elle possède un large éventail de capacités surhumaines, mais celui-ci n'a jamais été clairement défini. On ne sait pas quelles sont ses capacités mutantes réelles et quelles sont celles qui sont dérivées de la magie ou d'autres sources. Elle est capable de changer d'apparence, d'animer la matière, de la déplacer très rapidement ou de la réduire en poussière. Elle contrôle aussi le feu (bien qu'elle ne puisse pas le créer).
En complément de ses pouvoirs, Séléné possède de grandes connaissances dans les arts occultes.
- En tant qu'Externelle, son espérance de vie est immense, peut-être même infinie. Elle a déjà vécu plusieurs millénaires.
- En tant que vampire psychique, elle peut drainer la force vitale de ses adversaires jusqu'à les tuer, les réduisant en poussière. Si elle se restreint et ne vole qu'une partie de l'énergie, sa victime tombe sous son contrôle mental. L'énergie ainsi volée lui donne une force accrue, la beauté et la jeunesse éternelle. Si elle perd ou consomme trop vite cette énergie, elle commence à vieillir et reprend sa forme de femme âgée.
- Quand elle est chargée d'énergie, elle peut pendant un court instant se déplacer à très grande vitesse.
- Par simple volonté, elle semble pouvoir transmettre son vampirisme à autrui, mais elle n'a tenté de le faire qu'une seule fois.
- Elle semble posséder un pouvoir de guérison accru, attribuable semble-t-il à son Externalité. Elle survit à toute blessure mortelle, bien qu'elle ne soit pas indestructible et qu'elle ressente la douleur. Elle a survécu une fois à une dissipation moléculaire. Le contact mortel de Wither ne l'affecte pas.
- C'est une télépathe de très bon niveau, pouvant camoufler sa présence. Seuls des télépathes d'un pouvoir supérieur à elle (comme Jean Grey, Marvel Girl ou Charles Xavier) peuvent la localiser. Elle utilise généralement ce don pour hypnotiser et contrôler des hommes.
- C'est aussi une télékinésiste. Elle se sert de ce pouvoir pour léviter, faire léviter autrui ou créer des boucliers de force.

## Apparition dans d'autres médias

### Cinéma
Un personnage portant le nom de Sélène apparaît dans le film X-Men: Dark Phoenix. Ce personnage possède des pouvoirs télépathiques.

### Télévision
Le personnage apparaît dans Wolverine et les X-Men, Sélène étant membre du Club des Damnés.